# انطون أندرسون
انطون أندرسون (بالسويدية: Anton Andersson)‏ (15 سبتمبر 1987 لوليو السويد - ) هو لاعب كرة قدم سويدي يلعب كلاعب وسط.

## روابط خارجية
- انطون أندرسون على موقع اتحاد السويد (السويدية)
- انطون أندرسون على موقع قاعدة بيانات كرة القدم.إي يو (الإنجليزية)